# Jack Kopacka
Jack Kopacka, född 5 mars 1998 i Metamora, USA, är en amerikansk ishockeyspelare som spelar för Brynäs IF i SHL.

## Klubbar
- Kristianstads IK 2022-2023
- Brynäs IF 2023–